# بروفيدنسيا
بروفيدنسيا هي بلدية في تشيلي تقع في محافظة سانتياغو، في إقليم سانتياغو متروبوليتان. وهي جزء سانتياغو الكبرى ، تحدها بلديات سانتياغو من الغرب ، ريكوليتا من الشمال الغربي ، لاس كونديس وفيتاكورا من الشمال الشرقي، لا رينا من الشرق، ونونوا من الجنوب. تنتمي إلى المنطقة الشمالية الشرقية من سانتياغو.
تحتوي على العديد من المباني السكنية الشاهقة بالإضافة إلى جزء كبير من التجارة.تشتهر بمنازلها الكبيرة والقديمة والأنيقة التي سكنتها في الماضي نخبة سانتياغو وتستخدم الآن في الغالب كمكاتب.
تقع فيها العديد من السفارات، بما في ذلك سفارات كندا وبولندا والمجر وإيطاليا وفرنسا ومصر وروسيا واليابان والصين وأوروغواي.